# Storia militare
La storia militare è l'insieme delle informazioni riguardanti gli eventi della storia umana riconducibili alla categoria del conflitto. Esso può spaziare in un intervallo che va dalle scaramucce tribali, passando per i combattimenti tra forze armate in senso proprio, fino alle guerre mondiali che coinvolgono la maggior parte della popolazione umana. Gli storici militari registrano (con la scrittura o altrimenti) gli eventi della storia militare.

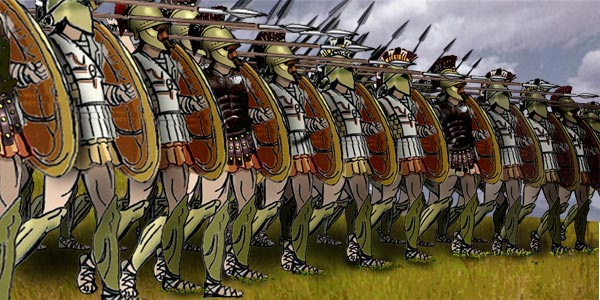
Falange

L'attività militare è un processo costante da migliaia di anni, e le tattiche essenziali, la strategia e gli scopi delle operazioni militari restano immutati nella storia. Attraverso lo studio della storia, i militari cercano di non ripetere gli errori del passato, e di migliorare la prestazione attuale instillando nei comandanti la capacità di cogliere le analogie storiche durante le battaglie, in modo da far tesoro delle lezioni acquisite. Le principali aree d'interesse della storia militare abbracciano la storia delle guerre e la storia dell'arte militare.

## Periodizzazione
Un metodo per dividere un argomento così vasto consiste nel suddividerlo in periodi (ed in tipologie).

Benché utile, questo metodo tende ad essere impreciso e le differenti posizioni geografiche dimostrano che vi è poca uniformità:
- ciò che potrebbe essere classificato come guerra antica è spesso rappresentato diversamente in molte di aree del mondo;
- talune ere che sono distinte nella storia d'Europa, come la guerra medievale, possono avere poca rilevanza nell'Estremo Oriente.

### Guerra preistorica
L'inizio delle guerre preistoriche è un argomento controverso tra antropologi e storici. Nelle società più arcaiche, come quelle di cacciatori-raccoglitori, non vi erano ruoli sociali o divisione del lavoro (con l'eccezione dell'età e del genere sessuale), cosicché ciascuna persona valida contribuiva ad ogni scorreria o difesa del territorio.
L'introduzione dell'agricoltura portò ampie differenze tra società di agricoltori e gruppi di cacciatori-raccoglitori. Probabilmente, nei periodi di carestia, i cacciatori iniziarono ad attaccare su larga scala i villaggi di contadini, dando inizio alla guerra organizzata. Nelle società agricole relativamente progredite fu possibile una più spiccata differenziazione dei ruoli; di conseguenza, nacque la figura del soldato professionista, ovvero dei militari quali "unità organizzativa" socialmente distinta.

### Guerra antica
I primi reperti archeologici, benché controversi, di una battaglia preistorica risalgono a circa settemila anni fa, e sono ubicati sul Nilo, in Egitto, in un'area conosciuta come Cimitero 117. Un gran numero di corpi, molti con punte di freccia incastrate negli scheletri, indica che si possa trattare dei caduti di una battaglia.
Molto di ciò che ci è noto come storia antica è la storia dei militari; le loro conquiste, i loro movimenti, e le loro innovazioni tecnologiche. Ciò avviene per molti motivi.
- Regni ed imperi, le unità centrali di controllo del mondo antico, potevano essere conservati solo attraverso la forza militare. A causa della limitata abilità agricolturale, vi erano relativamente poche aree che potessero alimentare grandi comunità, pertanto il combattimento era frequente.
- Armi e corazze, progettate per essere resistenti, tendevano a durare più a lungo di altri manufatti, e quindi una gran quantità dei reperti storici giunti ai nostri giorni è statisticamente annoverabile in questa categoria: ciò è ovvio, perché armi ed affini sono oggetti che hanno intrinsecamente una maggior probabilità di sopravvivenza. Inoltre, armi e corazze erano prodotti di massa, realizzati in tale numero di pezzi da renderle diffuse in ogni periodo storico, ed è perciò assai probabile rinvenirne negli scavi archeologici. Tali oggetti erano considerati segni afferenti alla posterità od al valore, e così era probabile che venissero posti nelle tombe o monumenti di insigni guerrieri. E la scrittura, quando esistente, era spesso adoperata in favore dei re per celebrarne i trionfi bellici.
- La scrittura, quand'anche usata dalle persone comuni, tendeva a conservare traccia di tali eventi, poiché principali battaglie e conquiste costituivano importanti avvenimenti che molti avrebbero considerato degni di memoria sia nella letteratura epica - come ad esempio nelle opere di Omero - sia negli scritti personali. Effettivamente, le narrazioni più antiche sono incentrate sulla guerra, poiché essa era al contempo un aspetto comune e drammatico della vita; la testimonianza di uno scontro campale, con la partecipazione di migliaia di soldati può essere obiettivamente uno spettacolo grandioso, anche oggi, e quindi può venir ritenuta degna di nota tanto nella musica e nell'arte, quanto nei resoconti di cronaca, oppure costituire il nucleo centrale di un pezzo di narrativa. Infine, con lo svilupparsi degli stati-nazione e con la crescita degli imperi, crebbe parallelamente sia la necessità di ordine ed efficienza, sia il numero di registrazioni e di documentazioni scritte. Autorità ed eserciti avevano buone ragioni per conservare riepiloghi dettagliati e conteggi in merito ad un affare come la guerra, che - a detta di Sun Tzu - era "un affare di vitale importanza per lo Stato".

Per tutte queste ragioni, la storia militare abbraccia una grande parte della storia antica.
Nell'antichità, furono importanti militarmente i seguenti popoli: assiri, ebrei, egiziani, babilonesi, ittiti, persiani, greci, cinesi (qin e Xiongnu), macedoni, traci, romani, indiani, gandhara.

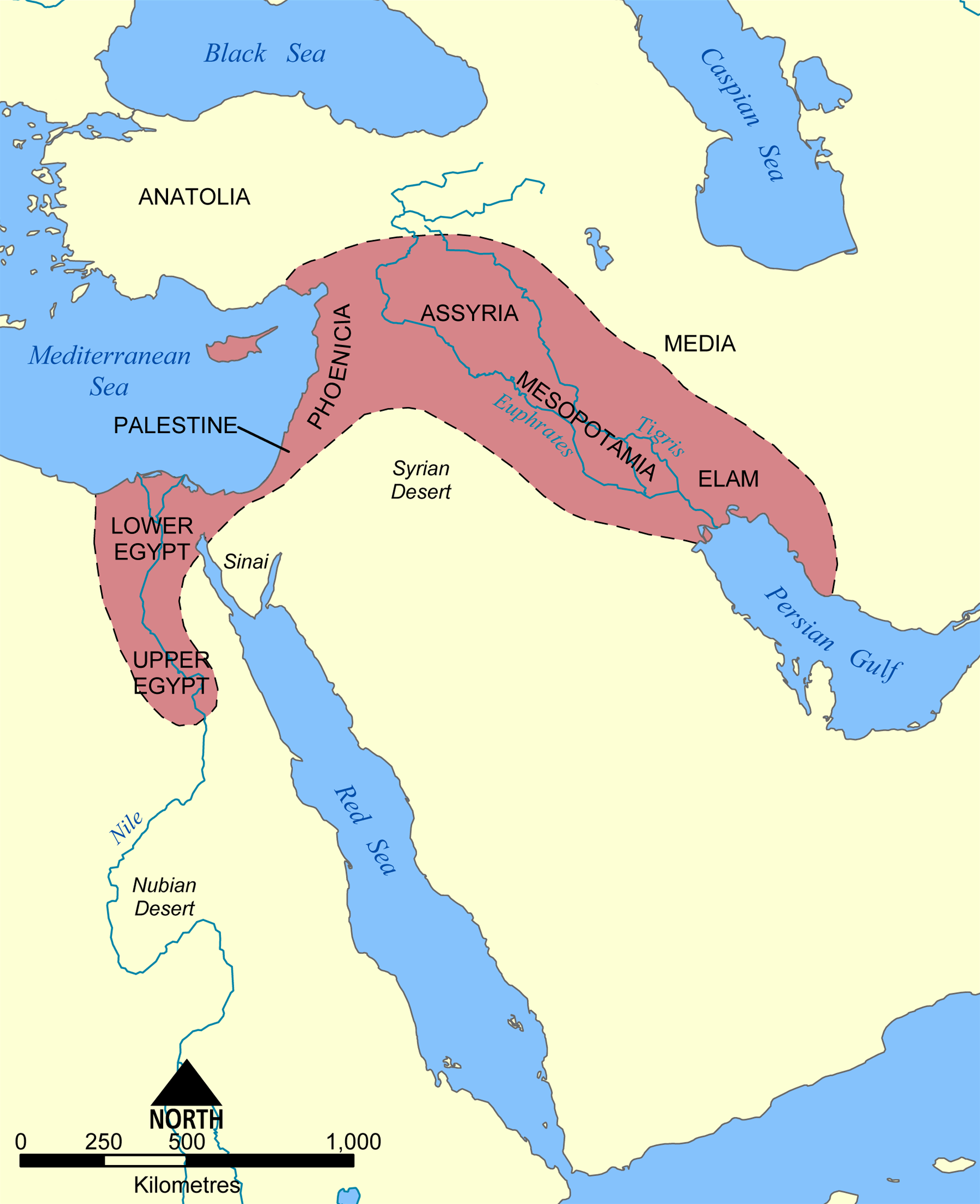
Mezzaluna Fertile

La Mezzaluna Fertile di Mesopotamia fu il centro di parecchie conquiste preistoriche. La Mesopotamia fu conquistata da sumeri, accadi, persiani, babilonesi ed assiri.
L'Egitto iniziò a crescere come potenza dell'antichità, ma alla fine soggiacque a greci, romani, bizantini e persiani.
In Grecia, diverse città-stato si affermarono nel panorama dei potentati, e fra di loro rammenteremo almeno Atene e Sparta. I greci riuscirono ad arrestare le invasioni persiane, nella battaglia di Maratona - in cui i persiani erano guidati da Dario di Persia - e nella battaglia di Salamina - uno scontro navale che oppose le navi greche schierate da Temistocle alla flotta persiana di Serse I. La guerra del Peloponneso scoppiò in seguito tra le due principali potenze greche (Sparta ed Atene). Atene per proteggere i suoi abitanti eresse un lungo vallo, ma esso favorì la diffusione di una pestilenza che uccise circa trentamila ateniesi, tra i quali lo stesso Pericle. Dopo una disastrosa campagna contro Siracusa, la flotta ateniese fu definitivamente sbaragliata da Lisandro nella battaglia di Egospotami (agosto 405 a.C.).
I macedoni, dapprima guidati da Filippo II di Macedonia e successivamente da Alessandro Magno, invasero la Persia e vinsero parecchie importanti battaglie, facendo in tal modo assurgere la Macedonia al rango di potenza di prima grandezza. Nondimeno, in seguito alla prematura scomparsa di Alessandro, l'impero in breve si disgregò.
Nel frattempo, Roma si stava presentando alla ribalta del potere, in seguito ad una sollevazione contro gli Etruschi. Dopo tre guerre puniche, i romani debellarono Cartagine, potenza della medesima area geo-strategica. La prima guerra punica s'imperniò sulla guerra navale al largo della Sicilia; dopo che i romani ebbero sviluppato il corvo, furono conseguentemente in grado di abbordare i vascelli punici. La seconda guerra punica iniziò con l'invasione dell'Italia ad opera di Annibale, preceduta da una sorprendente traversata delle Alpi, con tanto di elefanti al proprio seguito. La manovra di accerchiamento che gli fruttò la vittoria alla battaglia di Canne è tuttora oggetto di studio da parte di chi voglia erudirsi nell'arte militare. Tuttavia, dopo che Scipione ebbe invaso Cartagine, Annibale fu costretto a ripiegare e successivamente sconfitto nella battaglia di Zama (19 ottobre 202 a.C.), episodio che pose fine alle ambizioni egemoniche cartaginesi. La terza guerra punica consistette in uno sfortunato tentativo di ribellione contro Roma.
Roma in breve ebbe la meglio sui Greci e si stava espandendo nella Gallia, vincendo battaglie contro i barbari. Al tempo di Marco Aurelio, i romani si erano espansi fino all'Oceano Atlantico verso ovest, e verso est fino alla Mesopotamia. Tuttavia, Aurelio fu l'ultimo dei Cinque Buoni Imperatori, e Roma si avvio ben presto al declino. Unni, Goti ed altre orde barbariche invasero la Città Eterna, che continuava a patire inflazione e lotte intestine. Malgrado i tentativi di Diocleziano, Costantino I e Teodosio I, l'impero d'occidente collassò. L'Impero romano d'Oriente continuò, al contrario, a prosperare.
In Cina, la Dinastia Shang e la Dinastia Zhou erano sorte e tramontate. Di conseguenza, si aprì l'era dei Regni Combattenti, in cui parecchi stati continuarono ad affrontarsi sul territorio.

### Guerra medievale

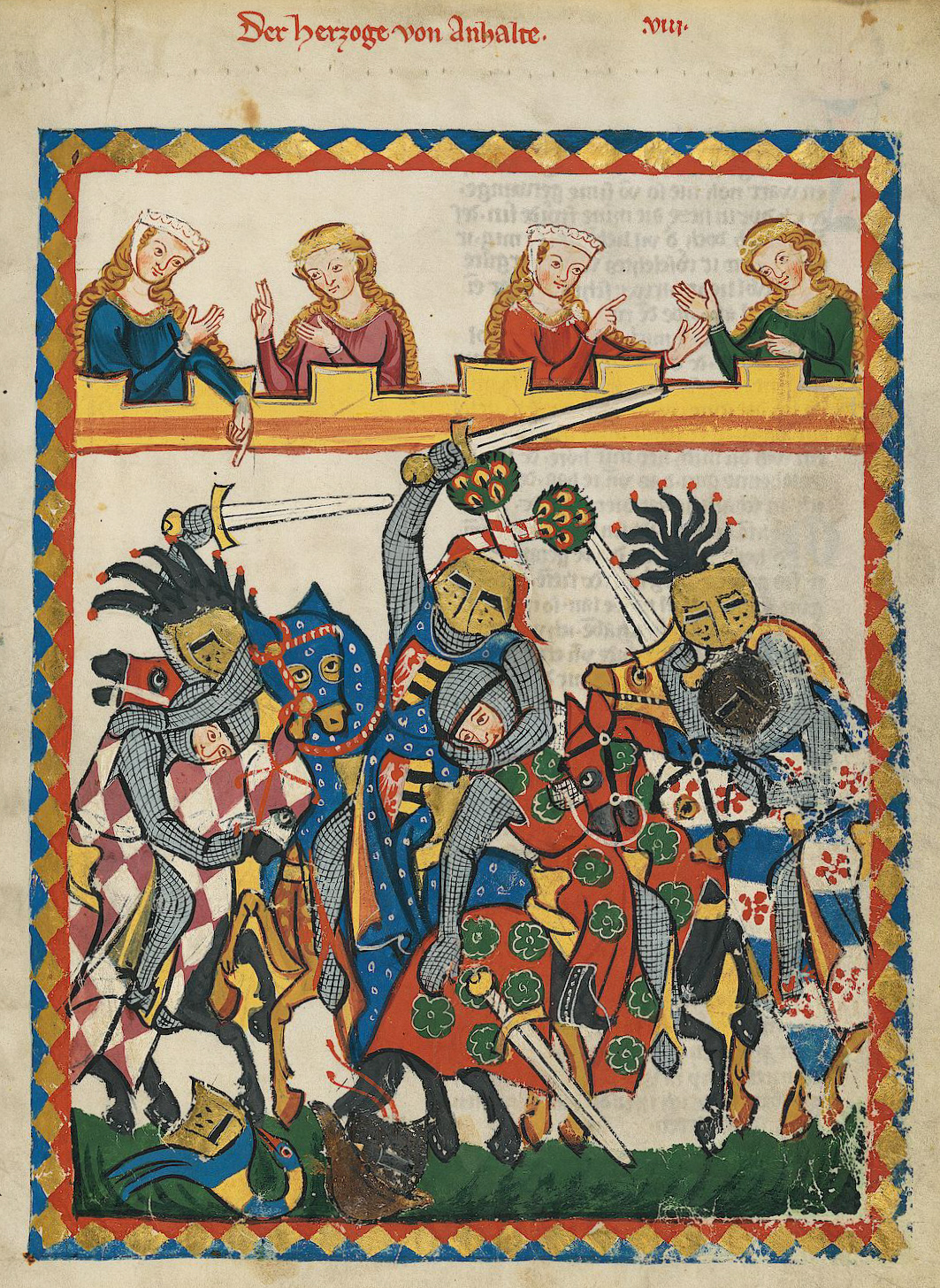
Combattimento medievale

Quando si iniziarono ad usare le staffe, in qualche momento dell'Alto Medioevo, la realtà militare subì un mutamento definitivo. Questa invenzione, abbinata a sviluppi tecnologici, culturali e sociali aveva imposto una vistosa trasformazione nel carattere della guerra, a partire dall'antichità classica, cambiando le tattiche militari ed il ruolo di cavalleria ed artiglieria. Esistevano modelli simili di guerra in altre parti del mondo. In Cina, verso il V secolo, gli eserciti passarono da forze basate su masse di fanteria a forze il cui nerbo era costituito dalla cavalleria, ad imitazione dei nomadi della steppa. Il Medio Oriente ed il Nord Africa usavano spesso tecnologie simili alle europee, anche se spesso più avanzate. In Giappone - secondo la considerazione di molti studiosi - il periodo definibile come guerra medievale si è trascinato sino al XIX secolo. In Africa, nelle zone del Sahel e del Sudan, stati come il Regno di Sennar e l'Impero Fulani continuarono ad impiegare tattiche ed armi medievali ben oltre il momento in cui esse erano divenute obsolete in Europa.
Nel Medioevo, il feudalesimo era saldamente radicato, ed esistevano molti proprietari terrieri in Europa. I proprietari terrieri spesso possedevano castelli, talvolta sottoposti ad assedi, per proteggere il proprio territorio.
L'Impero islamico iniziò la sua espansione, e sotto gli Umayyad si estese fino alla Spagna ad ovest ed all'Indo verso est. Gli abbasidi poi conquistarono l'Impero islamico. Alla fine, gli abbasidi vennero sconfitti dai turchi selgiucidi e dai mongoli. Nella battaglia di Tours, i franchi condotti da Carlo Martello fermarono a stento l'invasione musulmana.
In Cina, era sorta la Dinastia Sui assieme ad altre, ma i mongoli al comando di Gengis Khan e Kublai Khan invasero e sconfissero i cinesi. L'impero mongolo continuò ad espandersi, ma alla morte di Kublai Khan si disgregò.

### Guerra con la polvere da sparo

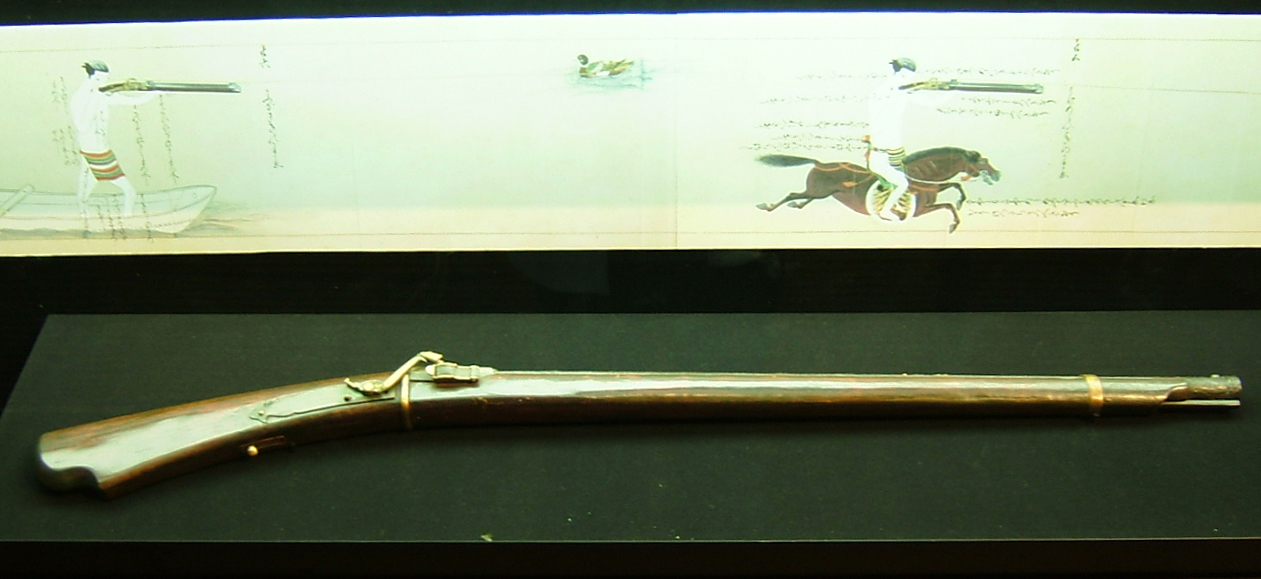
Archibugio

L'adozione dell'archibugio da parte degli eserciti europei durante le Guerre d'Italia nella prima metà del XVI secolo pose fine al dominio della cavalleria corazzata sul campo di battaglia. Il simultaneo declino del sistema feudale - e l'assorbimento delle città-stato medievali in più vaste nazioni - permise la creazione di eserciti permanenti in luogo degli arruolamenti feudali e dei mercenari che avevano costituito la forza militare standard del Medioevo.

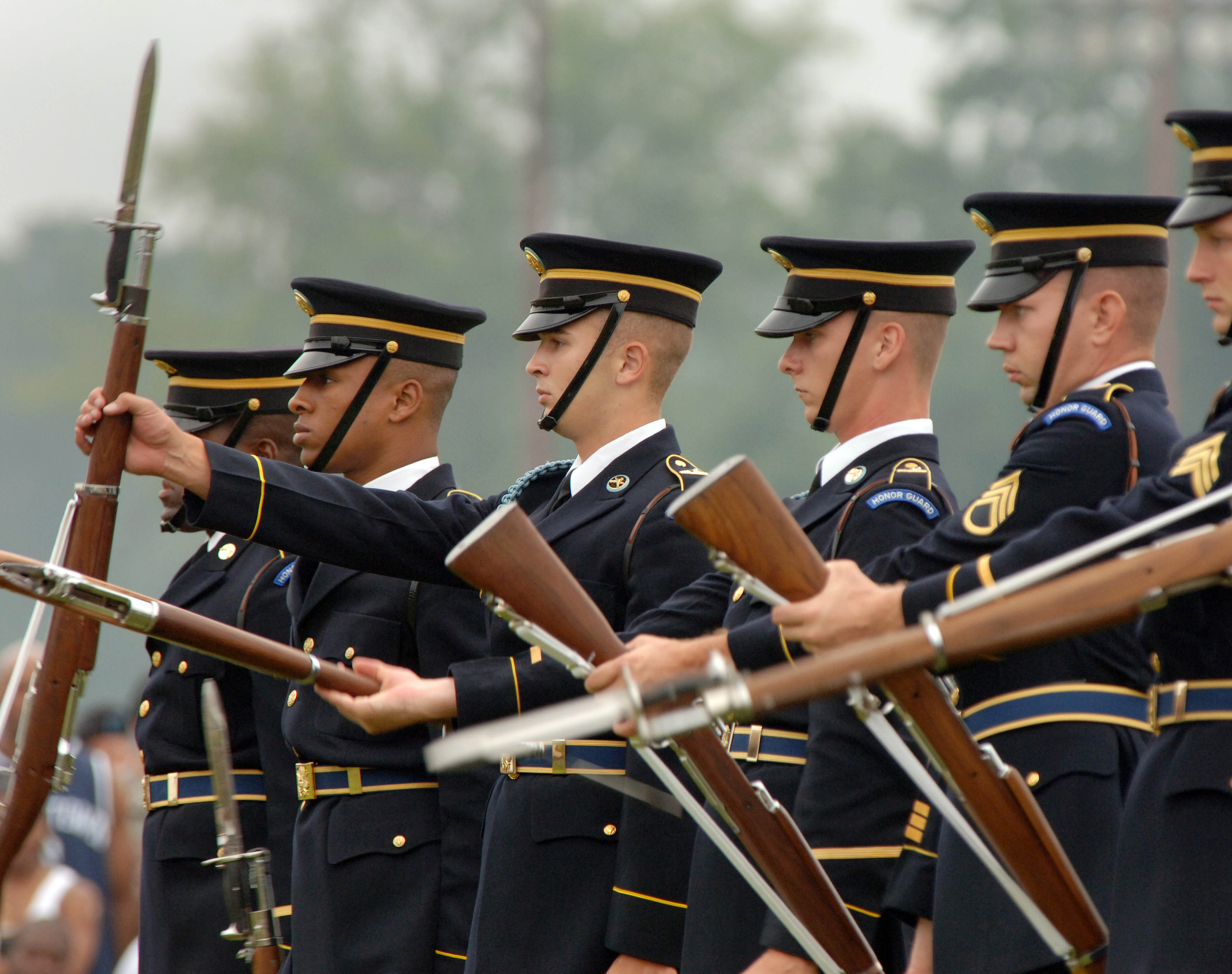
Addestramento della fanteria (22 agosto 2006, Stati Uniti d'America, 3rd U.S. Infantry's U.S. Army Drill Team)

Alcuni sviluppi di questo periodo:
- Addestramento della fanteria
- Artiglieria campale
- Artiglieria reggimentale
- Baionetta
- Battaglioni
- Dragoni
- Fortificazione alla moderna

### Guerra industriale
Quando le armi - in particolare quelle piccole - divennero più facili da usare, i vari paesi iniziarono a non fare più completo affidamento sui soldati di mestiere, in favore della coscrizione (o servizio di leva). I progressi tecnici divennero via via più importanti: mentre gli eserciti di periodi precedenti avevano spesso avuto armi simili, l'era industriale vide scontri quali la battaglia di Sadowa, nella quale il possesso di una tecnologia maggiormente progredita giocò un ruolo decisivo nel risultato.
La coscrizione venne impiegata nella guerra industriale per aumentare il numero di soldati disponibili per il combattimento. Fu, peraltro, usata da Napoleone Bonaparte nelle guerre napoleoniche.
Anche la guerra totale è un fenomeno rientrante nel concetto che stiamo esaminando: l'obiettivo è impedire alla nazione avversaria di impegnarsi nella guerra. Ne furono esempi la "marcia verso il mare" di William Tecumseh Sherman e l'incendio della Valle dello Shenandoah.

### Guerra moderna
Nei tempi moderni, la guerra - da attività che affonda le sue radici nella tradizione - si è evoluta in impresa scientifica in cui il successo è valutato con i pertinenti metodi. La nozione, già richiamata, di guerra totale materializza l'apice di questa tendenza. I militari hanno sviluppato progressi tecnologici che rivaleggiano con i traguardi scientifici di ogni altro campo di studio.

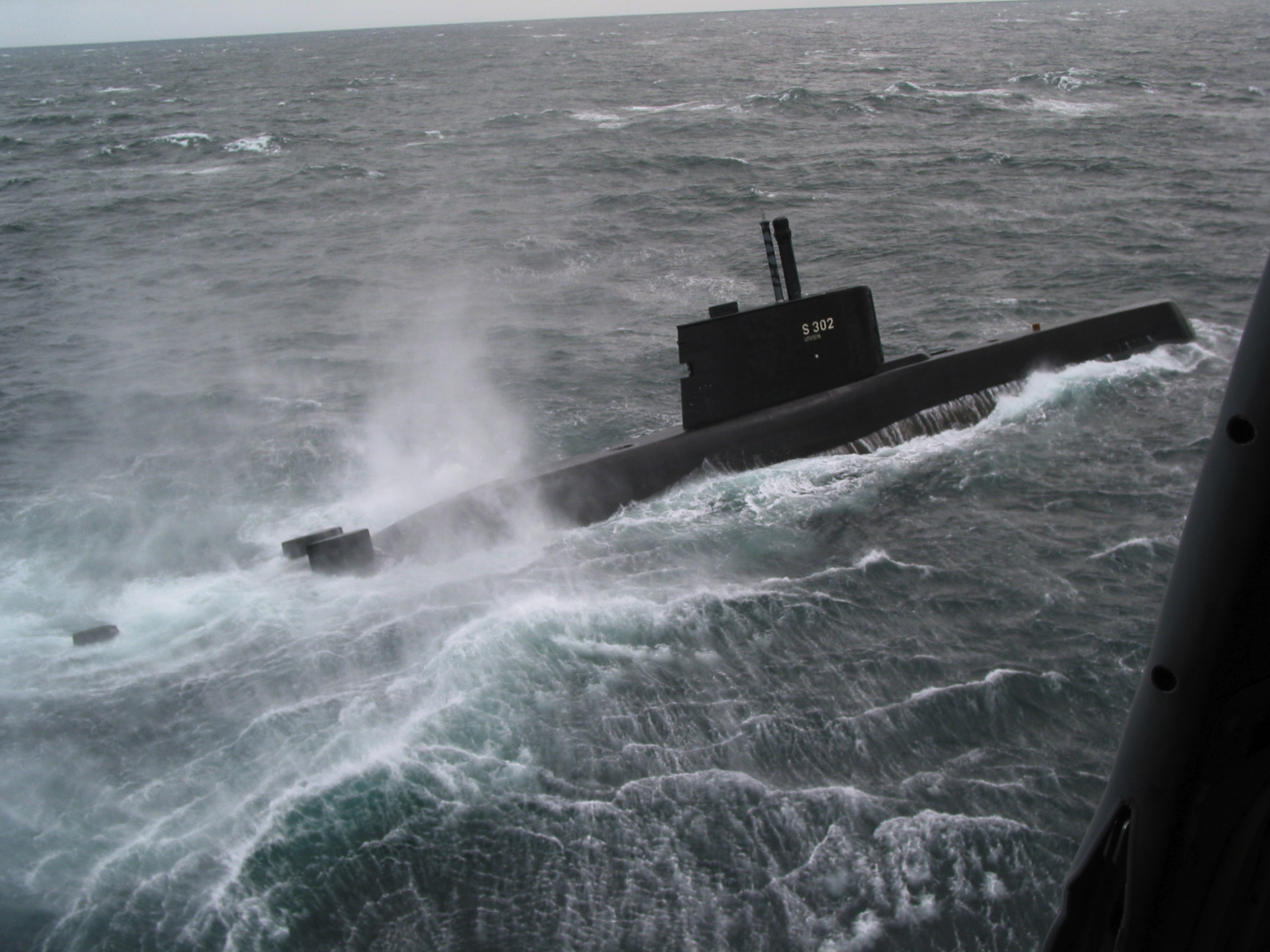
Sottomarino norvegese S302

Tuttavia, va osservato che i militari odierni si avvalgono a tal fine di fondi pubblici, dell'autorità dei governi nazionali, e spesso della collaborazione di grandi gruppi civili quali le statunitensi General Dynamics e Lockheed Martin. E, venendo alla "guerra totale", si può affermare che non è una pratica esclusiva dei combattenti moderni, ma appartiene alla tradizione della guerra etnica che caratterizza anche la guerra tribale al giorno d'oggi.
Ciò che distingue le organizzazioni militari moderne dalle precedenti non è la loro volontà di prevalere nel conflitto con ogni mezzo, ma piuttosto la varietà tecnologica di strumenti e metodi a disposizione dei comandanti odierni, dal sommergibile al satellite, dal pugnale all'arma nucleare.
A titolo di esempio, possono ricordarsi quali innovazioni di questa fase storica:
- Munizioni
- Arsenali
- Servizio di leva
- Granatieri
- Zappatori
- Fucilieri
- Moschettieri

- Forze speciali
- Navi da guerra
- Global Information Grid (G.I.G.)
- Network-centric warfare
- Active electronically scanned array (A.E.S.A.)
- Supercomputer
- Guerra cibernetica

La Prima guerra mondiale fu scatenata dall'assassinio dell'arciduca Francesco Ferdinando, che condusse alla mobilitazione di Austria e Serbia. La Germania si unì agli austriaci per formare le cosiddette Potenze Centrali; Francia, Regno Unito e Russia formarono le cosiddette Potenze Alleate. In seguito alla battaglia della Marna ed agli sfiancanti tentativi di entrambe le compagini nella "corsa al mare", si arrivò alla guerra di trincea, che lasciava la guerra in un grande stallo. Fu in particolare l'utilizzo su larga scala della mitragliatrice a rendere impossibile la battaglia con grandi unità di fanteria che manovrano in campo aperto, come si operava fino a pochi anni prima, costringendo i contendenti ad una guerra di trincea. Tedeschi e britannici condussero tuttavia operazioni in grande stile, rispettivamente nella già ricordata battaglia della Marna e nella battaglia della Somme, e furono impiegate nuove tecnologie, quali i carri armati ed i gas asfissianti. L'entrata in guerra degli Stati Uniti d'America
determinò la finale sconfitta austro-tedesca.

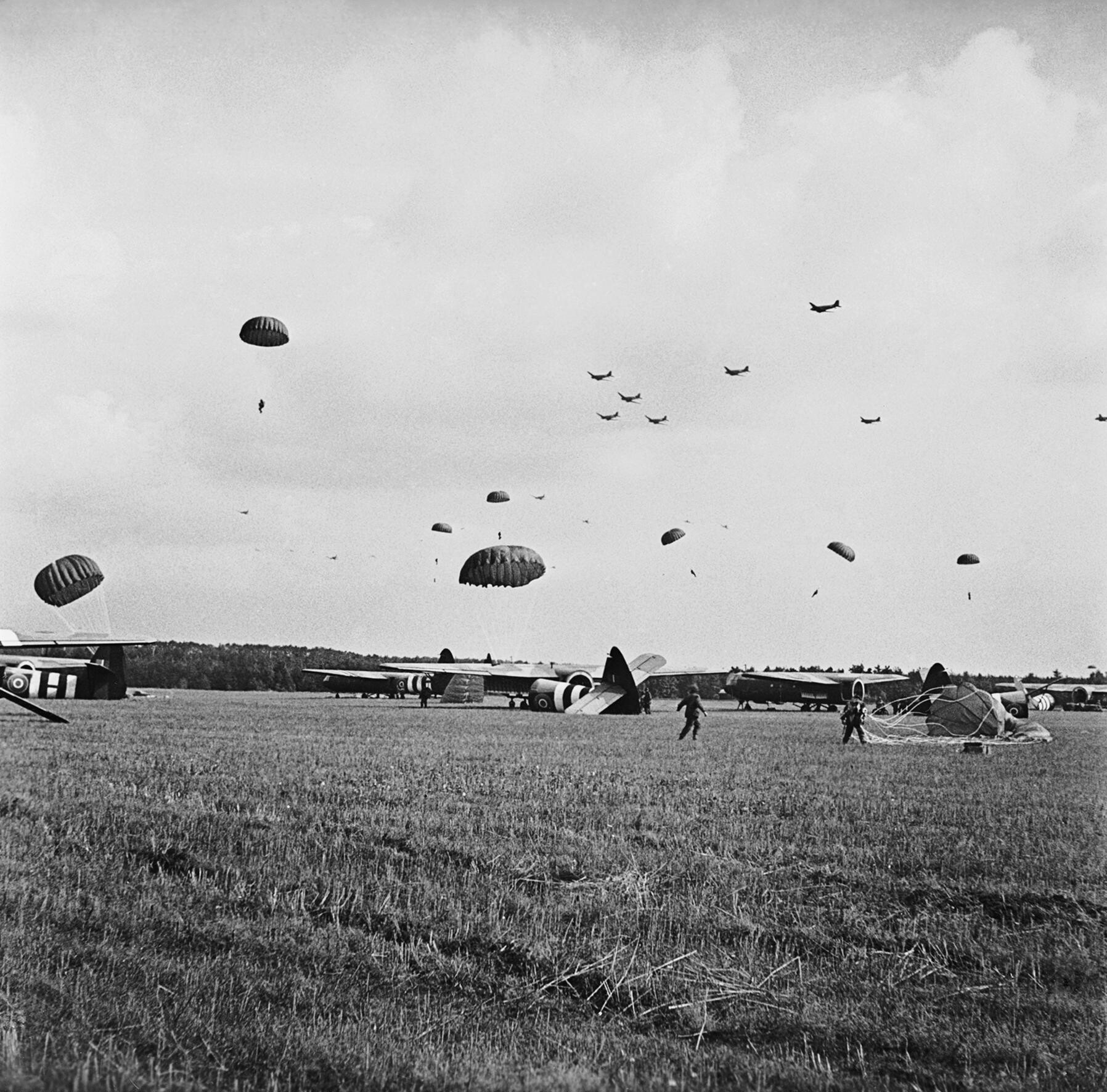
Paracadutisti

In seguito vi fu la seconda guerra mondiale, combattuta con mezzi e tecnologie profondamente diverse rispetto al precedente conflitto mondiale. L'enorme sviluppo dell'aviazione e di mezzi come il carro armato, resero inutile la guerra di trincea, e pertanto la seconda guerra mondiale si svolse prevalentemente con manovre di grande respiro, su fronti di notevoli dimensioni e spesso estremamente mobili.
La guerra fu provocata dall'invasione della Polonia ad opera della Germania, che costrinse Inghilterra e Francia a dichiarare guerra. I tedeschi si allearono con Italia e successivamente il Giappone (dopo aver anche stipulato con l'Unione Sovietica un trattato di non aggressione), e in breve sconfissero Francia e Belgio. Vi fu una precipitosa evacuazione a Dunkerque per salvare le truppe alleate dalla totale disfatta. I tedeschi successivamente ruppero il trattato di non-aggressione con l'URSS e la invasero per impadronirsi delle relative risorse, ma l'esito di tale campagna fu disastroso per gli attaccanti (analogamente a quanto era capitato nel 1812 alle armate napoleoniche, a causa dell'aspra resistenza organizzata dall'Armata Rossa, degli aiuti alleati forniti all'Unione Sovietica e anche alle difficoltà ambientali e climatiche).
Tuttavia, il Giappone aveva lanciato un attacco a sorpresa a Pearl Harbor, obbligando gli Stati Uniti ad affiancare le potenze alleate. In Europa, gli alleati schiacciarono il Terzo Reich dopo una dura lotta su tre fronti: ad ovest, dopo il grandioso sbarco anglo-americano in Normandia nel giugno 1944; ad est, con la inarrestabile marcia dell'Armata Rossa attraverso l'Europa Orientale, a partire dalla Battaglia di Stalingrado nel 1943; ed a sud, con la faticosa avanzata attraverso l'Italia. La Germania alla fine capitolò, permettendo agli alleati di concentrarsi sul fronte del Pacifico (utilizzando anche la cosiddetta tattica che del "Leapfrogging strategy"). Nondimeno, la resa del Giappone fu tragicamente preceduta da due bombardamenti atomici, rispettivamente su Hiroshima e Nagasaki. Questo spaventoso epilogo, unico esempio in tutta la storia umana di effettivo impiego bellico di ordigni nucleari, costituirà anche la pagina finale della seconda guerra mondiale.
Successivamente emerse la guerra fredda, che ebbe il suo apice con la crisi dei missili di Cuba. Le ostilità - provvidenzialmente - non sfociarono in un vero scontro, ancorché gli Stati Uniti effettivamente rimanessero coinvolti in aperti conflitti contro stati comunisti come nella guerra di Corea e nella guerra del Vietnam.

## Evoluzione tecnologica

### Preistoria e antichità
Nella guerra preistorica i combattimenti vedevano l'impiego di clave e bastoni appuntiti, già a partire dal 35000 a.C. La freccia, la mazza e la frombola furono sviluppate intorno al 12000 a.C. Il carro da guerra, trainato da animali quali l'onagro, il bue, l'asino e da ultimo il cavallo, nacque intorno al 2000 a.C. La velocità faceva del carro un'arma efficace: mentre l'auriga governava la manovra del veicolo, un secondo uomo, armato di arco, poteva bersagliare con le frecce il nemico. Fu un mezzo fondamentale per la sopravvivenza di alcuni governi, compreso quello dell'antico Egitto e della dinastia Shang.
Ecco, a titolo d'esempio, alcune specialità militari o tecnologie sviluppate nell'antichità:
- Frombolieri;
- Opliti;
- Ausiliari;
- Astati;
- Principi;
- Triarii;
- Veliti;

La fanteria sarebbe diventata il nucleo dell'azione militare. La fanteria esordì in forma di gruppi armati contrapposti di soldati agli ordini dei rispettivi comandanti. La Grecia usava la rigida falange, armata pesantemente, laddove Roma prediligeva la più mobile legione, superiore in fatto di manovrabilità. La cavalleria sarebbe divenuta un importante strumento. Nella spedizione siciliana, condotta da Atene nel tentativo di sottomettere Siracusa, la cavalleria siracusana, ben addestrata, si rivelò cruciale per il successo dei siracusani. Alessandro Magno impiegava le sue forze di cavalleria in modo efficace per assicurarsi il successo. Nelle ultime battaglie (come in quella già ricordata di Canne) della seconda guerra punica, la cavalleria avrebbe ulteriormente dimostrato la propria importanza. Annibale riuscì ad aggirare i romani da tre lati, ed alla fine a circondarli, mandando la cavalleria alle spalle dell'esercito. C'erano anche arcieri a cavallo, in grado di scoccare frecce mentre cavalcavano: i Mongoli erano particolarmente temibili grazie all'uso di questa tecnica. Nel Medioevo, catafratti protetti da corazze continuavano a combattere in sella ai cavalli.
Gli elefanti da guerra furono spesso schierati nella guerra antica. Ambedue i contendenti vi fecero ricorso nello scontro che contrappose la Persia ad Alessandro Magno ed abbiamo già ricordato il ruolo che detti animali ebbero nella Seconda guerra punica al fianco di Annibale e contro Roma.
Vi furono anche novità organizzative, rese possibili da miglior addestramento e intercomunicazione. Le armi combinate incarnarono il concetto di usare la fanteria, la cavalleria e l'artiglieria in modo coordinato. Gli antichi romani, gli svizzeri ed altri popoli realizzarono dei progressi in questo campo, e forse per questo motivo rimasero invincibili per secoli. La guerra navale fu in molti casi cruciale per il successo. Le prime marine militari usavano navi a vela senza cannoni; spesso l'obiettivo era speronare i vascelli avversari per farli affondare. I rematori erano il "motore" umano con cui si otteneva la velocità di speronamento. Le galee furono usate a partire dal 3000 a.C. dai cretesi; i greci successivamente le perfezionarono. Nel 1210 a.C. si combatté la prima battaglia navale, fra gli ittiti di re Šuppiluliuma II e Cipro, che fu sconfitta. Nelle guerre persiane la marina venne a rivestire crescente importanza. Le triremi furono impiegate in più complesse operazioni navali-terrestri. Temistocle riuscì a costituire una forte flotta greca, composta di 310 navi, e sconfisse i persiani nella battaglia di Salamina, ponendo fine all'invasione della Grecia da parte persiana.
La prima guerra punica vide un iniziale vantaggio di Cartagine - a causa della sua maggiore esperienza navale - rispetto alla rivale Roma. Tuttavia, nel 261 a.C. fu costituita una flotta romana che beneficiava del corvo, un congegno che consentiva ai soldati romani imbarcati l'abbordaggio dei vascelli antagonisti. Tale sorta di ponte mobile uncinato avrebbe mostrato pienamente la propria efficacia nella battaglia di Milazzo, risoltasi in un successo per le armi romane. I vichinghi, nell'VIII secolo d.C., inventarono una nave spinta da remi con un drago che ne ornava la prua, per tale motivo denominata drakkar. Le fortificazioni sono importanti in guerra. Le prime colline-fortezze furono impiegate per proteggerne gli abitanti nell'età del ferro. Si trattava di forti primitivi circondati da fossati allagati. I forti erano costruiti con mattoni di fango, pietre, legno ed altri materiali disponibili. I romani costruivano fortezze rettangolari in legno e pietra. Da quando esistono le fortificazioni si è sempre tentato di espugnarle, a cominciare dall'antica Roma e ancora prima. L'arte dell'assedio è spesso necessaria per catturare i forti.
Ecco, a titolo d'esempio, alcune specialità militari o tecnologie sviluppate nel Medioevo:
- Artiglieria;
- Catafratti;
- Condottieri;
- Fyrd;
- Giannizzeri;
- Cavalieri;
- Balestra;
- Picchieri;
- Samurai;
- Sipahi.

Archi e frecce erano spesso usati dai combattenti. Gli egiziani erano particolarmente abili nell'impiego di tali armi dai loro carri. La balestra fu sviluppata verso il 500 a.C. in Cina, e fu ampiamente utilizzata nel Medioevo, come pure l'arco lungo medievale anglo/gallese a partire dal XII secolo, il quale contribuì a determinare l'iniziale ampio vantaggio inglese nella guerra dei cent'anni, ancorché essa dovesse terminare con la sconfitta britannica; quest'arma dominò i campi di battaglia per più di un secolo.

### Medioevo
Nel X secolo, l'invenzione della polvere da sparo portò alla ribalta numerose nuove armi, destinate ad essere perfezionate nel tempo. La polvere nera fu usata in Cina già nel IV secolo, ma non venne impiegata a scopo bellico prima dell'XI secolo. Fino alla metà del XV secolo, le armi da fuoco erano tenute in una mano, mentre la carica esplosiva era accesa con l'altra. Poi venne l'acciarino a pietra focaia, ampiamente usato fino al 1720 circa. Leonardo da Vinci disegnò l'acciarino a ruota che produceva da sé le scintille. Alla fine, l'acciarino a pietra focaia fu rimpiazzato dall'acciarino a percussione. I cannoni furono usati per la prima volta in Europa al principio del XIV secolo, e giocarono un ruolo vitale nella guerra dei cent'anni. I primi cannoni erano semplicemente delle barre metalliche forgiate in forma di cilindro, e le prime palle di cannone erano in pietra. Il primo scontro in cui si registrò l'impiego di cannoni fu la battaglia di Crécy (1346); nella battaglia di Agincourt (26 ottobre 1415) sarebbero stati usati nuovamente.

### XVI secolo
Le prime navi incendiarie europee furono usate al principio del XVI secolo. Le navi erano riempite di materiale combustibile, date alle fiamme, e inviate contro la flotta nemica. Questa tattica fu impiegata con successo da Francis Drake per disperdere la Invincibile Armata alla battaglia di Gravelinga (1588), e sarebbe poi stata usata da cinesi, russi, greci e tanti altri popoli nelle battaglie navali. Le mine navali furono inventate nel XVII secolo, anche se non furono diffusamente impiegate prima della guerra civile americana. Ne fu fatto massiccio uso in entrambi i conflitti mondiali. Il sottomarino fu inventato nel 1624 da Cornelius Drebbel, riuscendo a raggiungere la profondità di 15 piedi - ossia 5 metri. La testuggine fu sviluppata da David Bushnell durante la rivoluzione americana (1763-1783). Robert Fulton poi (1800) perfezionò il progetto del sottomarino creando il Nautilus.

### XVII secolo
L'obice, un pezzo di artiglieria campale, fu sviluppato nel XVII secolo per lanciare proiettili esplosivi (all'epoca, la maggior parte dei proiettili erano semplici "palle di cannone", sprovviste di carica esplodente) ad alta traiettoria contro bersagli che non si potevano raggiungere con proiettili a tiro teso. Anche la baionetta divenne un oggetto di vasto uso tra i fanti. Essa prese il nome dalla città francese di Bayonne, ove fu prodotta per la prima volta nel XVI secolo. È spesso adoperata negli assalti di fanteria per il combattimento corpo-a-corpo. Il generale Jean Martinet la introdusse nell'esercito francese. Fu diffusamente utilizzata nella guerra civile americana, continuando poi nel corso del tempo la sua vita operativa sino alle guerre moderne come le guerre del Golfo.

### XVIII secolo
La mongolfiera fu usata per la prima volta in guerra alla fine del XVIII secolo. Fu presentata a Parigi nel 1783; il primo pallone aerostatico volò per più di 8 km. Le vedette militari, in precedenza, potevano vedere solo dalle alture, o dalla coffa di una nave: da allora poterono scrutare il campo di battaglia dal cielo, comunicando con le truppe amiche a terra, e ciò rese più improbabile che movimenti di truppe potessero passare inosservati. Alla fine del XVIII secolo, razzi con involucri metallici furono vantaggiosamente adoperati per fini tattici in India contro gli inglesi dal Sultano Tipu del regno di Mysore nell'omonima guerra. A quel tempo i razzi erano in genere poco precisi, benché William Hale, nel 1844, riuscisse a svilupparne un modello più evoluto. Il nuovo razzo non aveva più bisogno dell'"asta per razzi", e godeva di maggior precisione.

### XIX secolo
Intorno al 1860 si registrò una serie di progressi nel fucile. I primi fucili a retrocarica, come lo Chassepot, che consentivano di ricaricare con maggiore rapidità (e quindi disporre di una maggiore frequenza di colpi) diedero un notevole vantaggio ai primi eserciti che iniziarono ad utilizzarli, come accadde ai francesi contro i garibaldini nella battaglia di Mentana del 1867. Il primo fucile a ripetizione fu progettato nel 1860 da un'impresa concorrente della Winchester Repeating Arms Company, che la rilevò e realizzò nuove perfezionate versioni di tale arma. Anche il fucile Springfield nacque a metà dell'Ottocento. Il fucile automatico e la mitragliatrice leggera comparvero al principio del XX secolo.

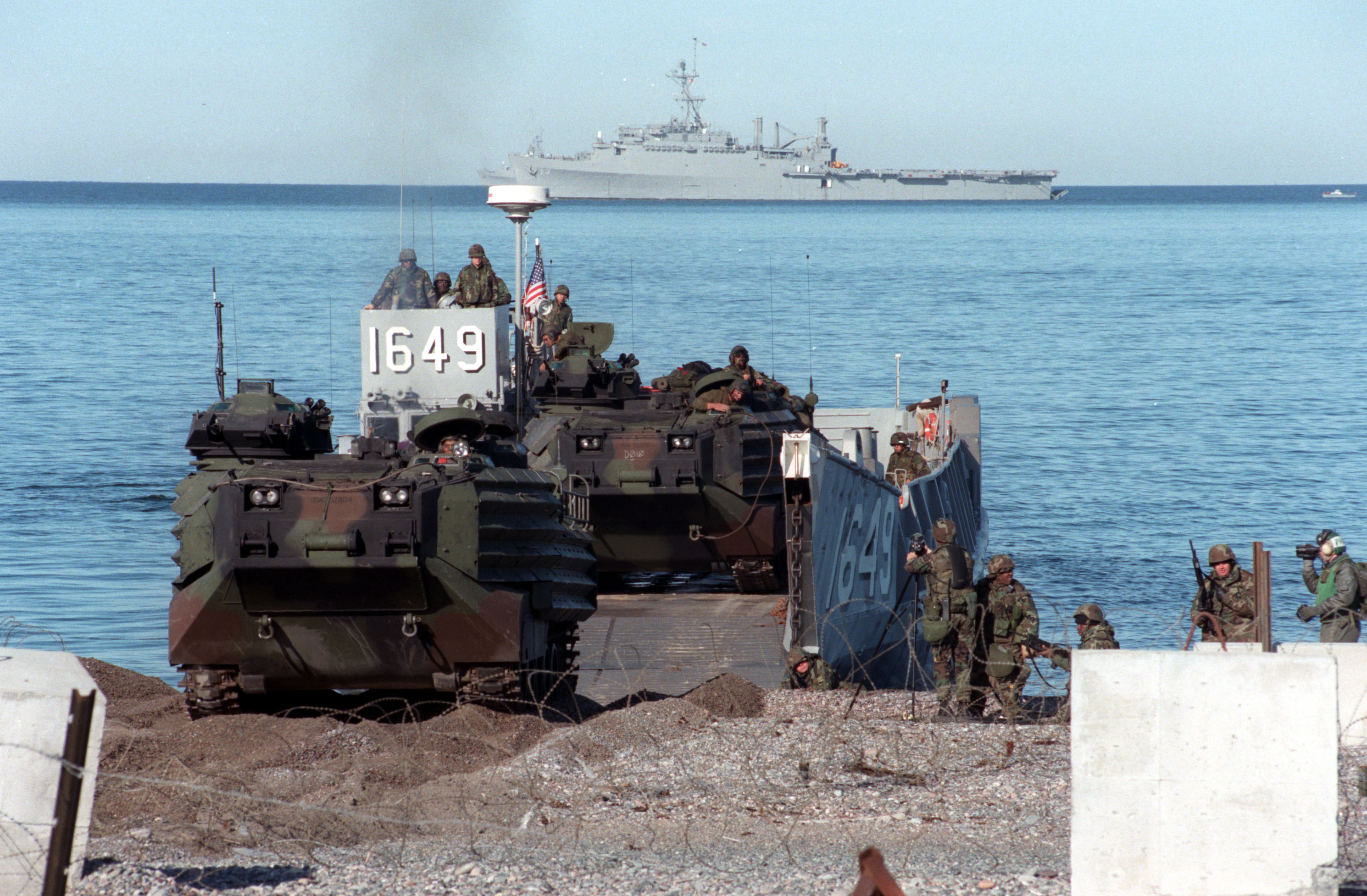
Veicolo per il trasporto anfibio di truppe

Sempre attorno al 1860 apparvero le prime imbarcazioni successivamente denominate torpediniere. Furono dapprima impiegate nella guerra civile americana, ma non si dimostrarono molto efficienti. Alcuni Stati Confederati d'America usarono una sorta di siluri innestati su lunghe aste per attaccare le imbarcazioni avversarie. Il siluro auto-propulso (come lo conosciamo oggi) fu però inventato alla fine del XIX secolo.

### XX secolo
All'inizio delle guerre mondiali, varie nazioni avevano sviluppato armi che si sarebbero rivelate una sorpresa per gli avversari, indotti a trarne ammaestramento, e che avrebbero definitivamente alterato il modo di combattere. In particolare, l'utilizzo della mitragliatrice, che favoriva le postazioni difensive a scapito delle truppe attaccanti, contribuì fortemente alla rapida trasformazione del primo conflitto mondiale in guerra di trincea, poiché il suo massiccio utilizzo rendeva di fatto impossibili le tradizionali battaglie con manovre di grandi reparti in campo aperto, come accadeva ancora nelle guerre ottocentesche. All'epoca della prima guerra mondiale la cavalleria era ancora considerata importante, come risulta dai dati di forza mobilitata (cavalli) nei diversi eserciti:
- Regno Unito: 165 000;
- Impero austro-ungarico: 600 000;
- Germania: 715 000;
- Russia: oltre 1 000 000.

Il lanciafiamme fece la sua apparizione nel primo conflitto mondiale (1914-1918). La Francia introdusse per prima l'autoblindo nel 1902.
Poi, nel 1918, gli inglesi costruirono il primo veicolo trasporto truppe (blindato). Furono pure progettati svariati modelli "immaturi" di carro armato, non molto efficaci all'atto pratico perché bisognosi di ulteriore sviluppo sia nella tecnica che nella dottrina di impiego. Al termine della Prima guerra mondiale inglesi e francesi godevano di un decisivo vantaggio per la loro superiorità in fatto di carri; i tedeschi avevano solo poche decine di carri A7V, oltre a 170 esemplari catturati. Tanto gli inglesi quanto i francesi disponevano invece di centinaia di carri: i francesi contavano sullo Schnedier-Creusot da 13 tonnellate, armato con cannone da 75 mm, mentre i britannici schieravano carri del tipo Mark IV e Mark V. Sarà solo a partire dagli anni trenta, e soprattutto durante la seconda guerra mondiale, che il carro armato diventerà un potente mezzo offensivo, il cui impiego su vasta scala risulterà decisivo in molte battaglie e campagne belliche del conflitto.
Il 17 dicembre 1903 i Fratelli Wright compirono il primo volo controllato con un velivolo a motore più pesante dell'aria; solo poche decine di metri, ma il sogno di Icaro aveva definitivamente incontrato la realtà. Nel 1907 volò anche l'elicottero, ma non era di uso pratico. Nella prima guerra mondiale l'Aeronautica Militare assunse un ruolo di rilievo, portando alla fama diversi assi. Nel 1911 avvenne il primo decollo di un aereo da una nave da guerra, un incrociatore. I decolli furono subito perfetti, ma gli atterraggi sul ponte di un incrociatore erano tutt'altro che semplici. Per questa (ovvia) considerazione, si iniziò a progettare navi portaerei che avessero un ponte di volo appositamente concepito e privo di ostacoli.
Tuttavia, all'epoca, l'apporto degli aerei non risultò essere ancora così decisivo, come lo sarebbe stato invece nei decenni successivi: i velivoli infatti erano ancora tecnicamente piuttosto limitati in termini di velocità, autonomia di volo, armamento, per cui il loro utilizzo durante la prima guerra mondiale fu limitato a missioni di ricognizione e ad attacchi piuttosto circoscritti alle linee nemiche.
Grazie all'enorme sviluppo della tecnica e della ingegneria aeronautica, molto più efficace e decisivo invece risulterà l'apporto dell'aviazione militare a partire dagli anni trenta, e in particolar modo durante la seconda guerra mondiale. La possibilità di effettuare voli a lunga distanza e di trasportare a bordo ingenti quantitativi di bombe, trasformò l'aviazione in un'arma decisiva, sia per la possibilità di bombardare intere aree nemiche a distanza, sia per la capacità di effettuare veloci operazioni offensive di mitragliamento in battaglia, a copertura delle truppe di terra. Non a caso, proprio la mancanza di una adeguata protezione aerea, che i tedeschi si trovarono ad avere dal 1943, fu uno degli elementi che contribuirono fortemente alla sconfitta della Germania nel conflitto mondiale.
Sarà, nel complesso, proprio il grande sviluppo e l'utilizzo in larga scala di aerei e carri armati, a partire dagli anni trenta, a rendere superata e sostanzialmente inutile la guerra di trincea, tipica dei primi anni del novecento.
Le armi chimiche sconvolsero l'opinione pubblica nella Prima guerra mondiale, ma furono impiegate in guerre precedenti senza che l'umanità vi prestasse altrettanta attenzione. I tedeschi usarono proiettili riempiti di gas tossici alla battaglia di Bolimov, il 3 gennaio 1915. Non erano ancora gas letali, però. Nell'aprile dello stesso anno i tedeschi svilupparono un gas al cloro altamente letale, e lo impiegarono nella seconda battaglia di Ypres.
La seconda guerra mondiale fu ancor più prolifica per la tecnologia di morte. Il valore della portaerei si dimostrò nelle grandi battaglie nippo-americane, quale la battaglia delle Midway. Il radar fu inventato in modo indipendente dagli "Alleati" e dalle Potenze dell'Asse. La bottiglia Molotov fu inventata dai finlandesi durante la guerra d'inverno (1939). La bomba atomica (già ricordata) fu sviluppata dal Progetto Manhattan e - con i bombardamenti di Hiroshima e Nagasaki - pose un tetro suggello all'ultimo conflitto mondiale. Fra tante innovazioni tecnologiche l'arma di cavalleria scrisse le pagine finali della sua storia: l'ultima importante carica di cavalleria di cui si abbia notizia avvenne il 17 ottobre 1942, ad opera del reggimento "Alessandria" dell'esercito italiano nella zona di Poloy sul fronte russo.
Successivamente, fu soprattutto nella guerra del Vietnam che gli USA sperimentarono la grande efficacia tattica dell'elicottero, come rapido mezzo di trasporto truppe, sia come maneggevole e potente mezzo di combattimento che, non necessitando di aeroporto, può essere utilizzato anche in scenari geografici difficili, come lo era la giungla indocinese.
Durante la guerra fredda, sebbene non si sia verificato alcun effettivo combattimento, le "superpotenze" - USA e URSS - scatenarono una corsa all'armamento nucleare per sviluppare ed aumentare il livello tecnologico disponibile per scopi bellici. Nella corsa allo spazio, entrambe le nazioni tentarono di far arrivare sulla Luna esseri umani. Altri progressi tecnologici si concentrarono sull'intelligence, come nel caso del satellite spia, del missile balistico, del missile da crociera. Il sottomarino nucleare fu inventato nel 1955. Ciò significò che i sottomarini non avevano più necessità di tornare in superficie di frequente, e potevano viaggiare più silenziosamente. Si trasformarono in piattaforme subacquee per missili. Il missile da crociera fu inventato dagli USA nel 1982.
Soprattutto a partire dagli anni ottanta del XX secolo, a seguito dell'enorme sviluppo della tecnologia in campo elettronico e satellitare, si sono realizzati sempre più sofisticati sistemi di conduzione di mezzi aerei e navali e di puntamento missili. Ciò ha condotto, tra l'altro ad una completa trasformazione del bombardamento aereo, e anche di quello navale. Fino ai primi anni settanta per avere la certezza di colpire un determinato bersaglio occorreva sganciare interi "grappoli" di bombe, con effetti devastanti su un'ampia area attorno all'obiettivo, mentre con i sistemi più moderni, è possibile centrare, da lunga distanza e con un solo missile, un bersaglio anche di dimensioni ridotte, come ad esempio un automezzo.

## Lo spionaggio e la tortura
(Sunzi)
Benché lo spionaggio sia scherzosamente definito la seconda professione più antica, normalmente siamo riluttanti a riconoscerne l'importanza nella storia militare. Ciò avviene per una serie di ottime ragioni:
- una sorta di persistente romanticismo, per cui il mestiere delle armi dovrebbe necessariamente essere associato ad un elevato concetto di onore;
- la notorietà di un'operazione d'intelligence è generalmente inversa al successo che ottiene (tutti conoscono la figuraccia rimediata dal Mossad nell'operazione di Lillehammer (1973), ma ovviamente le operazioni riuscite hanno avuto pubblicità assai inferiore, o sono rimaste completamente ignote);
- trattandosi di azioni clandestine, è comprensibile che gli stati "committenti" non intendano rimanerne coinvolti in alcun caso (tanto più che è frequente il ricorso, da parte dei servizi segreti, ad esponenti della malavita più o meno organizzata: vedasi il caso della banda della Magliana, per esempio).

Tuttavia, è obiettivamente logico ed inevitabile attribuire ai cosiddetti mezzi sleali un posto di assoluto rilievo nella preparazione e nella conduzione delle guerre (in cui, naturalmente, lo scopo principale è la vittoria ad ogni costo, eventualmente anche a dispetto delle regole di diritto internazionale, dei diritti dell'uomo e così via). La storia umana è piena di episodi di tradimento o di vittorie ottenute attraverso scorciatoie: dal cavallo di Troia, a svariati esempi tratti dalla storia di Roma o dalla Bibbia, fino alle vicende della macchina cifrante Enigma nella seconda guerra mondiale, per arrivare ai discussi casi di extraordinary rendition dei nostri giorni: la necessità di vincere sembra giustificare l'impiego di qualunque soluzione.